# Coussay-les-Bois
Coussay-les-Bois ist eine französische Gemeinde mit 913 Einwohnern (Stand: 1. Januar 2022) im Département Vienne in der Region Nouvelle-Aquitaine (vor 2016: Poitou-Charentes); sie gehört zum Arrondissement Châtellerault und zum Kanton Châtellerault-3 (bis 2015: Kanton Pleumartin). Die Einwohner werden Coussayais genannt.

## Lage
Coussay-les-Bois liegt etwa 14 Kilometer östlich von Châtellerault am Flüsschen Luire. Nachbargemeinden von Coussay-les-Bois sind Mairé im Norden, Lésigny im Norden und Nordosten, La Roche-Posay im Osten und Südosten, Leigné-les-Bois im Süden sowie Saint-Sauveur im Westen.

## Bevölkerungsentwicklung
| Jahr                      | 1962 | 1968 | 1975 | 1982 | 1990 | 1999 | 2006 | 2013 |
| Einwohner                 | 869  | 830  | 752  | 787  | 779  | 803  | 819  | 948  |
| Quelle: Cassini und INSEE |      |      |      |      |      |      |      |      |

## Sehenswürdigkeiten
- Kirche Notre-Dame aus dem 12. Jahrhundert, Umbauten aus dem 15. Jahrhundert, seit 1914 Monument historique
- Kirche Saint-Martin aus dem 11. Jahrhundert, seit 1951 Monument historique
- Konvent des Ordens Sacré-Cœur-de-Picpus mit einer Kapelle aus dem 12. Jahrhundert
- Schloss La Vervolière aus dem 15. Jahrhundert
- Schloss La Grelandière aus dem 19. Jahrhundert
- Schloss Le Turrault aus dem 19. Jahrhundert

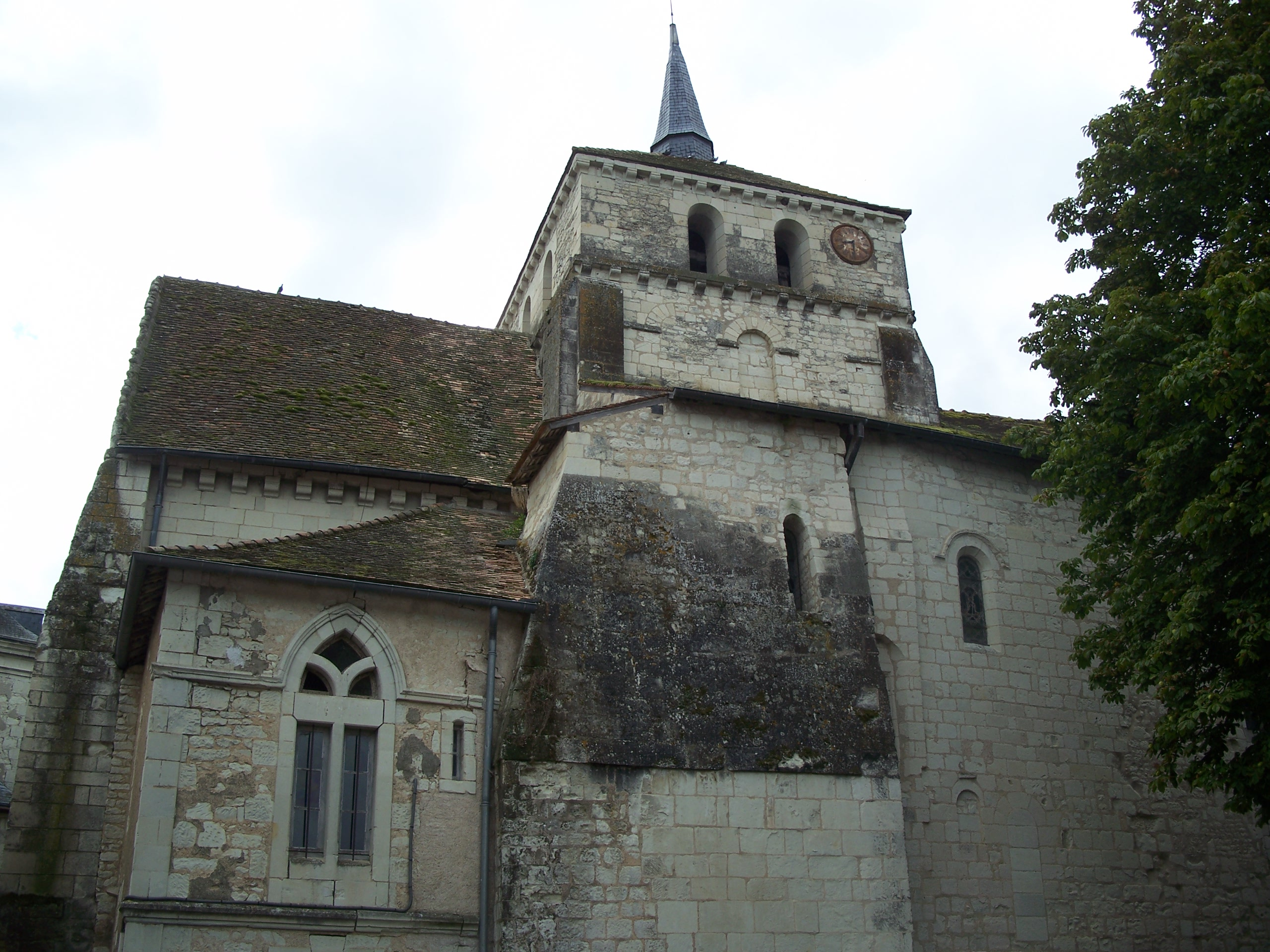
Kirche Notre-Dame
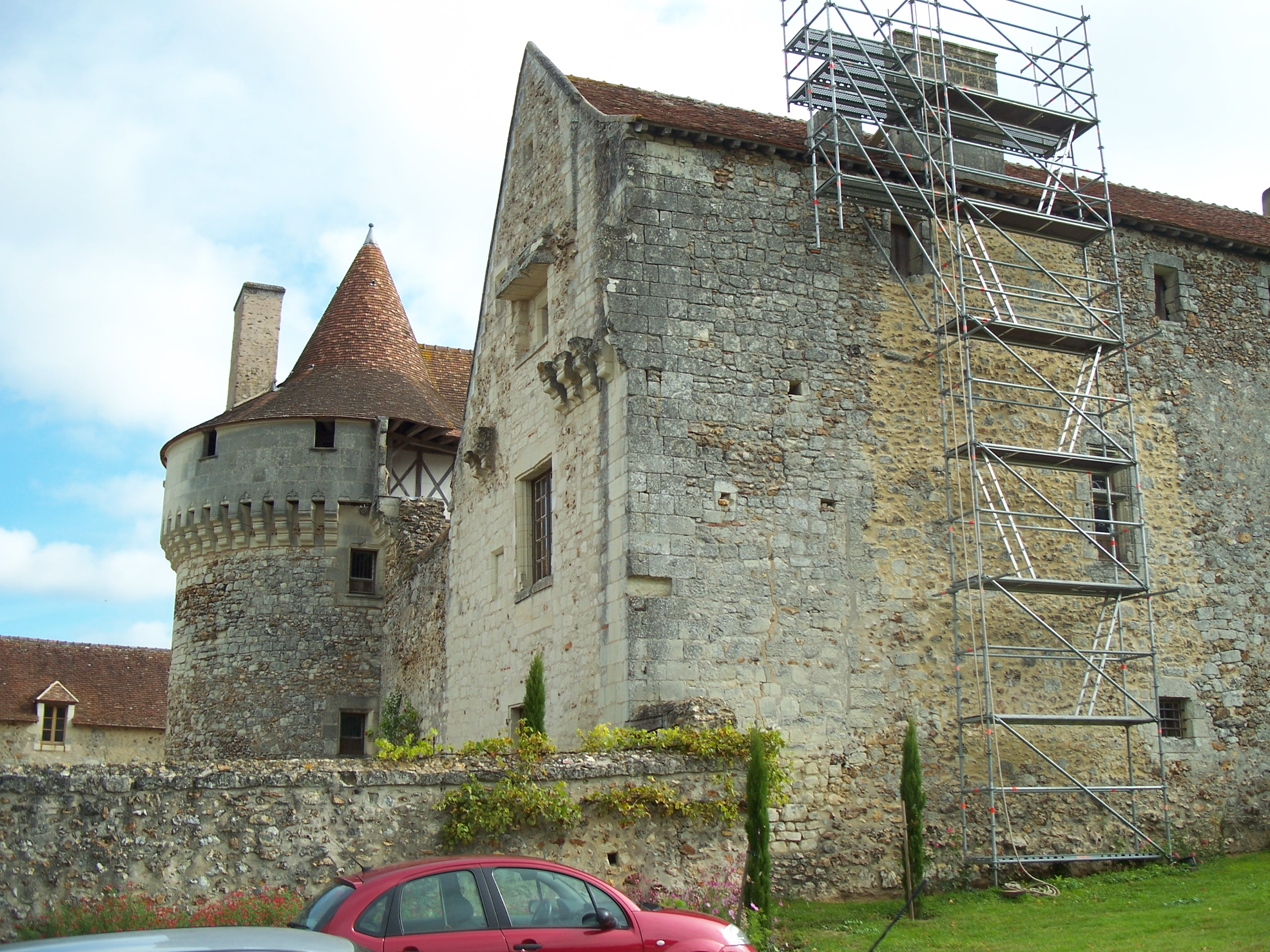
Schloss La Vervolière